# Sindun-myeon
Sindun-myeon (koreanska: 신둔면)  är en socken i kommunen Icheon i provinsen Gyeonggi i den centrala delen av Sydkorea, 50 km sydost om huvudstaden Seoul. 